# 헤라르도 마르티노
헤라르도 다니엘 "타타" 마르티노(스페인어: Gerardo Daniel "Tata" Martino, 1962년 11월 20일 ~ )는 아르헨티나의 전직 축구 선수이자 현 축구 지도자다.
선수 시절에는 공격형 미드필더로 뛰었던 마르티노는 뉴얼스 올드 보이스에서 주로 활동했다. 그는 505개의 국제 대회에 참가한 경력을 갖고 있다.

## 선수경력
- 1980~1981년 로웰스 올크레이트 (스웨덴) 선수
- 1981~1986년 FC 바젤 (스위스) 선수
- 1986~1989년 토트넘 홋스퍼 (잉글랜드) 선수
- 1989~1999년 FC 바르셀로나 (스페인) 선수

## 지도자 경력
2010년 FIFA 월드컵당시 파라과이 축구 국가대표팀 감독을 담당했는데 지역예선에서 승승장구하며 브라질 축구 국가대표팀에 이어 2번째로 본선 진출을 확정지었다. 특히 조국인 아르헨티나 축구 국가대표팀에서는 선수 시절에는 펠레와 더불어 인류 역사상 최고의 축구선수라 칭송받던 디에고 마라도나가 지도력에 치명적인 결함을 보인 덕에 부진한 틈을 타 아르헨티나 축구 국가대표팀에게 승리를 거두었다. 또한 본선에 올라와서는 디팬딩 챔피언인 이탈리아 축구 국가대표팀과 무승부를 기록하는 등 준수한 성적으로 16강에 올라서 16강에서 일본 축구 국가대표팀과 승부차기까지 가는 접전을 벌여 고마노 유이치의 실축으로 8강에 진출했다. 이는 파라과이 축구 국가대표팀 역사상 FIFA 월드컵 최고의 성적이였다.
2014년 FIFA 월드컵 종료 후 알레한드로 사벨라의 후임으로 아르헨티나의 감독으로 부임하였지만, 2015년 코파 아메리카와 코파 아메리카 센테나리오에서 잇달아 준우승에 그친 후 리우 올림픽을 한 달 앞두고 전격 사퇴하였다.
2022년 FIFA 월드컵에서 멕시코의 감독으로 부임하였지만, 아르헨티나, 폴란드, 사우디아라비아라는 비교적 손쉬운 조편성을 받았음에도 불구하고 졸전 끝에 조별리그 탈락한 후 경질당했다.

## 논란
티토 빌라노바가 병으로 인하여 FC 바르셀로나의 감독직에서 물러나자 헤라르도 마르티노가 FC 바르셀로나의 감독으로 부임했는데 이것 때문에 같은 아르헨티나 출신인 리오넬 메시가 FC 바르셀로나 구단에 입김을 불어 넣어서 데려왔다는 루머가 퍼졌다. 이에 리오넬 메시는 '"나는 마르티노를 단 한 번도 만나본 적이 없다. 단지 마르티노는 뉴얼스 올드 보이스와 파라과이 축구 국가대표팀에서 준수한 성적을 냈기 때문에 잘하는 감독이라고 말했을 뿐이다."로 일축했다.